# Los grandes (álbum)
Los Grandes es un álbum recopilatorio lanzado por Marco Antonio Solís y Joan Sebastián el 2 de abril de 2002

## Lista de canciones
| Los Grandes |                                 |                     |          |  |
| N.º         | Título                          | Escritor(es)        | Duración |  |
| 1.          | «Secreto de Amor»               | Joan Sebastian      | 4:35     |  |
| 2.          | «Si te pudiera mentir»          | Marco Antonio Solís | 4:24     |  |
| 3.          | «Un Idiota»                     | Joan Sebastian      | 3:22     |  |
| 4.          | «La venía Bendita»              | Marco Antonio Solís | 3:13     |  |
| 5.          | «Juliantla»                     | Joan Sebastian      | 3:12     |  |
| 6.          | «Así te conocí»                 | Marco Antonio Solís | 4:23     |  |
| 7.          | «Tatuajes»                      | Joan Sebastian      | 3:34     |  |
| 8.          | «Me vas a hacer Llorar»         | Marco Antonio Solís | 3:25     |  |
| 9.          | «Rumores»                       | Joan Sebastian      | 3:46     |  |
| 10.         | «Si no te hubieras ido»         | Marco Antonio Solís | 4:49     |  |
| 11.         | «Veinticinco Rosas»             | Joan Sebastian      | 3:55     |  |
| 12.         | «Recuerdos, Tristezas, Soledad» | Marco Antonio Solís | 4:30     |  |

## Posición del gráfico
| Año  | Gráfico                           | Posición |
| ---- | --------------------------------- | -------- |
| 2002 | Billboard Regional Mexican Albums | 9        |
| 2002 | Billboard Top Latin Albums        | 14       |